# Albert De Smaele (homme politique)
 (décembre 2018).
Pour les articles homonymes, voir Albert De Smaele.
Alberto (Albert) Ippolito Giuseppe Maria De Smaele (Turin, 9 mars 1901 - Uccle, 14 septembre 1995) est un ministre belge ayant siégé comme technicien indépendant.

## Parcours
Albert De Smaele étudie et réalise un doctorat d'ingénieur civil architecte à Rome. Il devient ingénieur électronicien à Liège. Il est aussi docteur en philosophie (Université Cornell, États-Unis).
Dans la période juste avant la Libération, il réussit à détourner les socialistes wallons, et André Renard en particulier, de leur projet de faire exploser les centrales électriques.
Il fut un politicien et technicien extraparlementaire : 
- ministre des Affaires économiques dans le gouvernement Van Acker I, de février à août 1945 ;
- ministre des Affaires économiques dans le gouvernement Van Acker II, d'août 1945 à janvier 1946 ;
- ministre du Commerce extérieur dans le gouvernement Spaak I, du 13 au 19 mars 1946 ;
- ministre du Rééquipement national dans le gouvernement Van Acker III, de mars à juillet 1946.

En 1947, il est commissaire général du pavillon belge de l'Exposition universelle "Urbanisme et Habitation".
En 1956, il est président du Conseil central de l'économie. Il y est choisi pour ses sympathies libérales.
Il préside la branche belge de Fraternité mondiale (World brotherhood) à partir de 1954, et préside ensuite aussi le comité exécutif européen de cette association internationale fondée en 1950.

## Publications
- Problèmes actuels. Conférences, Bruxelles, mai 1945.
- Vingt ans d'expérience de démocratie économique en Belgique, 1967.
- Les nouvelles voies de la démocratie européenne, in: Res Publica, 1965.